# Main Street Station Hotel and Casino and Brewery
Main Street Station Hotel and Casino and Brewery – hotel i kasyno, położony w centrum miasta Las Vegas, w amerykańskim stanie Nevada. Stanowi własność korporacji Boyd Gaming Corporation.  
Jedną z największych atrakcji Main Street Station jest działający tam mikrobrowar.
Main Street Station połączony jest mostem powietrznym z California Hotel and Casino.
Obiekt oferuje swoim gościom "samodzielną wycieczkę" po pokojach, wypełnionych antykami i symbolami z przeszłości. Są wśród nich m.in.: fragmenty Muru Berlińskiego, witraże z posiadłości Lillian Russell, drzwi i fasady Kuwait Royal Bank z brązu, drzwi z posiadłości George'a Pullmana, wagon sypialny Louisy May Alcott, a także żyrandole z siedziby Coca-Cola w Teksasie. Część Muru Berlińskiego znajduje się ponadto w męskim szalecie.